# استان منتووا
استان منتووا (به ایتالیایی: Provincia di Mantova) یکی از استان‌های ناحیهٔ لمباردی در شمال ایتالیاست که در جنوب شرقی این ناحیه واقع شده و شکلی تقریباً مثلث‌مانند دارد. این استان که شهر منتووا مرکز آن است با دو ناحیهٔ ونتو در شرق، امیلیا رومانا در جنوب و استان‌های برشا در شمال و کریمونا در غرب خود هم‌مرز می‌باشد.
مساحت استان مانتووا ۲۳۳۹ کیلومتر مربع است و از ۷۰ کُمونه یا شهر تشکیل شده است. جمعیت کل این استان در سال ۲۰۰۹ برابر با ۴۱۰٬۲۳۱ نفر بوده است.

## شهرهای مهم
مهم‌ترین شهرهای (Comune) این استان از نظر جمعیتی به شرح زیر است:
| شهر                  | جمعیت  |
| -------------------- | ------ |
| منتووا               | ۴۸٬۰۲۳ |
| کاستیونه دله ستیویره | ۲۰٬۲۹۶ |
| سوتزارا              | ۱۸٬۶۴۳ |
| ویادانا              | ۱۷٬۸۰۴ |
| پورتو مانتووانو      | ۱۵٬۶۱۲ |
| کورتاتونه            | ۱۳٬۰۳۳ |
| کاستل گودفردو        | ۱۰٬۷۷۴ |
| ویرجیلیو             | ۱۰٬۵۳۳ |
| گوئیتو               | ۹٬۹۶۱  |
| آسولا                | ۹٬۶۸۲  |
| گونزاگا              | ۸٬۶۵۲  |
| سان جورجو دی مانووا  | ۸٫۲۷۵  |
| رووربلا              | ۸٬۰۵۶  |
| سان بندتو پو         | ۷٬۶۰۰  |
| مارمیرولو            | ۷٬۳۹۹  |
| مارکاریا             | ۷٬۰۴۸  |
| اوستیلیا             | ۷٬۰۴۶  |
| وُلتا مانتووانا       | ۶٬۹۵۶  |
| پگونیاگا             | ۶٬۸۹۳  |
| رونکوفرارو           | ۶٬۸۵۹  |
| [سِرمیده              | ۶٬۵۱۸  |
| پوجو روسکو           | ۶٬۴۳۲  |
| کوئیستلو             | ۵٬۸۶۴  |
| مولیا                | ۵٬۸۴۳  |
| بانیولو سن ویتو      | ۵٬۵۴۹  |
| گوئیدیتزولو          | ۵٬۵۱۵  |
| رودیگو               | ۵٬۱۸۰  |